# Bojourichté (obchtina)
Bojourichte (bulgare : Божурище) est une obchtina de l'oblast de Sofia en Bulgarie.